# جون هارفارد
جون هارفارد (بالإنجليزية: John Harvard) (لندن في 26 نوفمبر 1607 - 14 سبتمبر 1638)، كان رجل دين لماساتشوستس أخذت جامعة هارفارد اسمها منه. كان الإبن الرابع لروبرت هارفارد (1562-1625) الذي أنجب أربعة أبناء.
أسس جون هارفارد الجامعة عام 1636. وقد كانت بدايتها انه وهب مجموعة كتب ومراجع علمية لمجموعة من طلبة العلم والباحثين ومبلغ مالي حوالي 100 جنية استرليني. توفي عام 1638 أي أنه لم يرَ من الجامعة التي حملت اسمه. زوجته هي كاثرين روجرز (1584-1635).